# Gropbakkengen
Gropbakkengen (nordsamiska: Ruovdenjunovta, som betyder Järnnäsplatån) är ett kulturminnesområde och en boplats i Karlebotn i Nesseby kommun i norra Norge, där 89 husgrunder upptäckts.
Gropnakkengens boplats ligger på en smal strandterrass 22–35 meter ovanför dagens havsnivå. Den var bebodd under tidsperioden 4 000–3 000 år före Kristus och hade vid sin registrering 1935 de första kända husgrunderna från stenåldern, som hade upptäckts i norra Skandinavien. Där finns sammanlagt 89 husgrunder. Husen har nedgrävda golv och en centralt placerad, stenavgränsad eldstad, och var mellan 15 och 30 kvadratmeter stora med varierande grundplan.
Det finns också tre gravrösen, vilka är äldre än spåren efter bosättningar, samt fynd som visar att det slipats stenredskap på platsen. Fynden är knivar, spjutspetsar, pilspetsar och fiskredskap.

## Tentativt världsarv
Sametinget i Norge föreslog 2012 att den norska regeringen skulle ta upp Várjjat siida på Norges tentativa lista för Unesco-märkta världsarv. Detta nya världsarv skulle bestå av Golleárri och tre andra för samisk kultur viktiga områden i Varanger:
- Mortensnes kulturminnesområde i Nesseby kommun, ett område vid stranden till Varangerfjorden, som varit bebott under 10 000 år
- Kjøpmannskjølen (nordsamiska: Noidiidčearru) i Båtsfjords kommun, ett kulturminnesområde där det finns fångstanläggning för vildren med två inhägnader
- Gollevárri kulturminneområde i Tana kommun